# Baarland
Baarland (51° 25′ N, 3° 53′ L) é uma cidade dos Países Baixos, na província de Zelândia. Baarland pertence ao município de Borsele, e está situada a 21 km, a leste de Middelburg.
Em 2001, a cidade de Baarland tinha 291 habitantes. A área urbana da cidade é de 0.075 km², e tem 127 residências. 
A área de Baarland, que também inclui as partes periféricas da cidade, bem como a zona rural circundante, tem uma população estimada em 650 habitantes.